# HK79附加型榴彈發射器
HK79榴彈發射器（HK79 Granatenwerfer）是黑克勒-科赫設計的40×46毫米口徑槍管下掛式榴彈發射器。

## 設計
HK79由HK 69改進而成，用途類似美國的M203，可裝在所有黑克勒-科赫的步槍（如：HK G3、HK33、HK G41）而無需接合配件。HK79的裝填方法與M203不同，裝填時槍管後部必須向下拉開，裝填彈藥之後，將槍管壁鎖並拉下後方的T型擊發片，讓擊針後退，便完成射擊準備。之後將前護木左側、槍管上方的扣押式板機按下，即可發射榴彈。其附屬瞄準具置於槍管右側，此瞄準器可將射程設定在50、100、150、200、250、300、350mm
裝在HK步槍下的HK79都會在步槍稱呼後加上TGS（德語：Tragbares Granat System，解為手提式榴彈發射系統）。在德國，HK79仍然是德國聯邦國防軍的制式裝備，但在全面換裝G36時便開始被AG36取代。

## 彈藥
HK79可發射40 x 46毫米榴彈，亦可發射長身40毫米榴彈及為德國聯邦國防軍制式榴彈Diehl DM-41破片高爆彈。

## 外部連結
- （英文）—Modern Firearms—HK79 40mm underbarrel grenade launcher（页面存档备份，存于）
- （英文）—HKPRO—HK79（页面存档备份，存于）
- （中文）—槍炮世界—HK79下掛式榴彈發射器（页面存档备份，存于）